# Monument (álbum de Miss May I)
Monument es el segundo álbum de estudio de la banda estadounidense de metalcore Miss May I. Fue lanzado el 17 de agosto de 2010 a través de Rise Records. Es el primer álbum con el bajista y vocalista Ryan Neff. El álbum debutó en el puesto 76 en la lista de Billboard 200.

## Lista de canciones
| N.º | Título                    | Duración |  |
| 1.  | «Our Kings»               | 3:12     |  |
| 2.  | «Masses of a Dying Breed» | 4:00     |  |
| 3.  | «Answers»                 | 2:51     |  |
| 4.  | «Relentless Chaos»        | 3:25     |  |
| 5.  | «Creations»               | 2:47     |  |
| 6.  | «Gears»                   | 4:02     |  |
| 7.  | «Colossal»                | 3:40     |  |
| 8.  | «We Have Fallen»          | 4:22     |  |
| 9.  | «In Recognition»          | 3:17     |  |
| 10. | «Monument»                | 3:41     |  |

| Bonus track (iTunes) |                                                     |          |  |
| N.º                  | Título                                              | Duración |  |
| 11.                  | «Rust» (con Brandan Schieppati de Bleeding Through) | 3:42     |  |

| Edición de lujo (relanzamiento) |                                                     |          |  |
| N.º                             | Título                                              | Duración |  |
| 1.                              | «My Hardship»                                       | 3:29     |  |
| 2.                              | «Descending Discovery»                              | 3:49     |  |
| 3.                              | «Forbidden»                                         | 3:13     |  |
| 4.                              | «Our Kings»                                         | 3:12     |  |
| 5.                              | «Masses of a Dying Breed»                           | 4:00     |  |
| 6.                              | «Answers»                                           | 2:51     |  |
| 7.                              | «Relentless Chaos»                                  | 3:25     |  |
| 8.                              | «Creations»                                         | 2:47     |  |
| 9.                              | «Gears»                                             | 4:02     |  |
| 10.                             | «Colossal»                                          | 3:40     |  |
| 11.                             | «We Have Fallen»                                    | 4:22     |  |
| 12.                             | «In Recognition»                                    | 3:17     |  |
| 13.                             | «Monument»                                          | 3:41     |  |
| 14.                             | «Rust» (con Brandan Schieppati de Bleeding Through) | 3:42     |  |

## Personal
Miss May I
- Levi Benton – Voz aguda, programación
- Ryan Neff – Bajo, voz aguda, voz principal (pista 9)
- B.J. Stead – Guitarra principal
- Justin Aufdemkampe – Guitarra rítmica
- Jerod Boyd – Batería, percusión

Músicos adicionales
- Brandan Schieppati: voz (pista 11).